# Bonifaz Wimmer

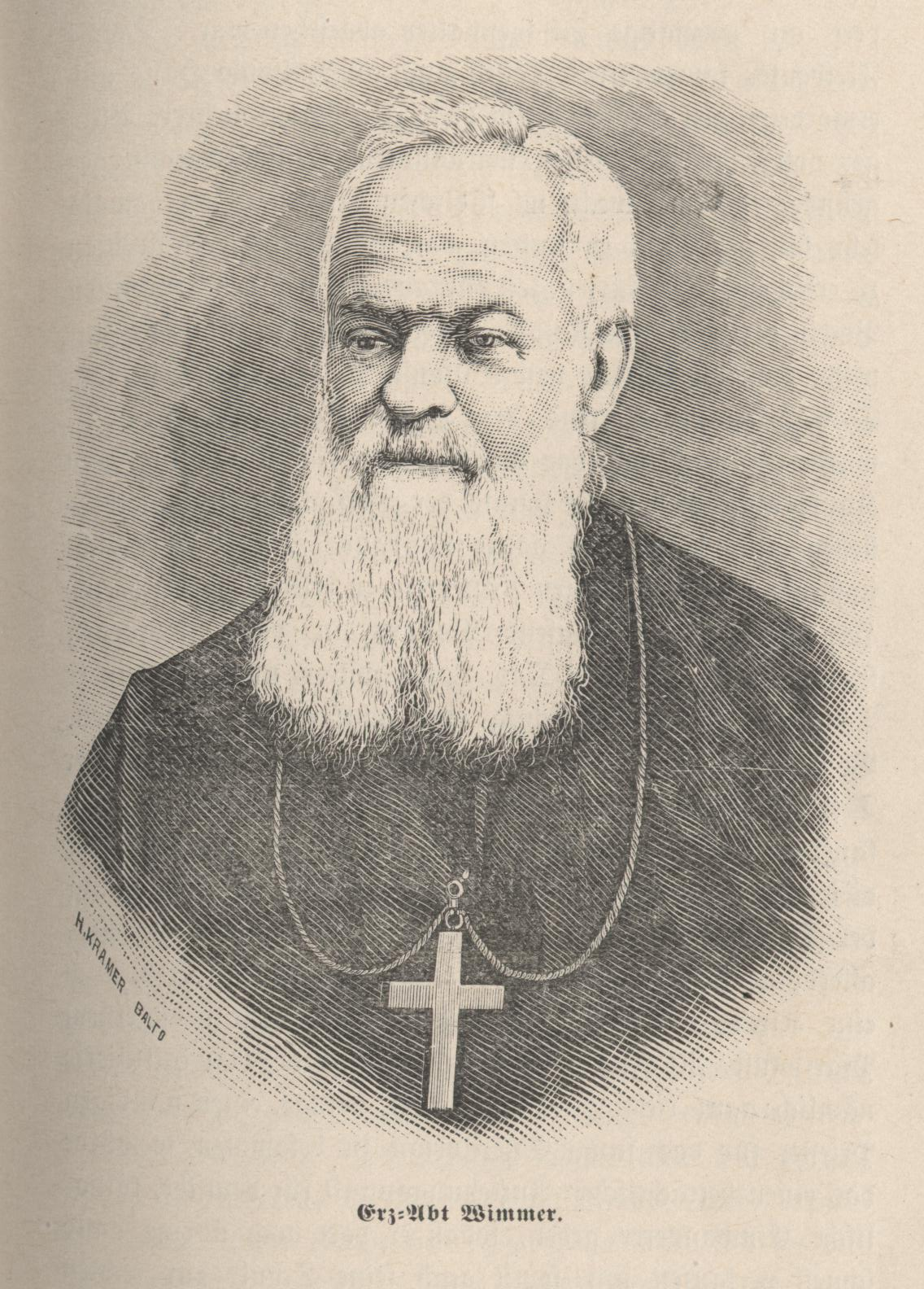
Erzabt Bonifaz Wimmer, zeitgenössischer Stahlstich

Bonifaz Wimmer OSB (* 14. Januar 1809 in Thalmassing als Sebastian Wimmer; † 8. Dezember 1887 in Latrobe, Pennsylvania, USA) war ein bayerischer Benediktiner und Begründer des benediktinischen Mönchtums in den USA. Dort war er Gründer und erster Abt der Erzabtei St. Vincent in Latrobe sowie Präses der Amerikanisch-Cassinensischen Benediktinerkongregation und schließlich Erzabt.

## Leben

### Schulzeit und Studium
Sebastian Wimmer wurde in Thalmassing bei Regensburg als Sohn des Gastwirtes Peter Wimmer und seiner Frau Elizabeth Lang geboren. Nach seiner Gymnasialzeit in Regensburg studierte er zunächst in Regensburg (1826), dann in München (1827–1830) Katholische Theologie. Zwar spielte er eine Zeitlang mit dem Gedanken, zur Rechtswissenschaft zu wechseln, blieb aber dann doch seinem Wunsch, Priester zu werden, treu, zumal er wider Erwarten ein Stipendium am herzoglichen Georgianum erhielt. Während seiner Studienzeit versuchte Wimmer zweimal, als freiwilliger Soldat am griechischen Befreiungskrieg teilzunehmen. Weil aber die Annahmestelle schon geschlossen war, wurde nichts daraus und so ließ er es schließlich bleiben. Nach einer einjährigen Seminarzeit in Regensburg empfing Wimmer dort am 1. August 1831 die Priesterweihe. Da die Diözese zu dieser Zeit einen Priesterüberschuss hatte, schickte ihn der Regensburger Bischof Sailer als Wallfahrtsseelsorger nach Altötting im Bistum Passau.

Wappen von Bonifaz Wimmer als Erzabt und Präses der Kongregation

### Eintritt in den Orden
Als Bischof Sailer unter seinen Diözesanpriestern um Kandidaten für das 1830 von König Ludwig I. als selbständiges Priorat wiederbegründete Benediktinerkloster St. Michael in Metten warb, war Wimmer, der sich schon während seiner Studienzeit für den Benediktinerorden begeistert hatte, einer der ersten, der sich meldete. Er trat 1832 in Metten ein, erhielt den Ordensnamen Bonifaz und legte am 29. Dezember 1833 die feierliche Profess ab. Von seinen vier priesterlichen Mitnovizen wurden alle später ebenfalls Klostervorsteher und einer, Gregor Scherr, 1856 Erzbischof von München und Freising.
P. Bonifaz wurde zunächst in der Pfarrseelsorge eingesetzt. Von 1833 bis 1835 und noch einmal 1836/37 war er Kaplan in Edenstetten, bis er 1837 für ein Jahr die Pfarrei in Stephansposching übernahm, die die Benediktiner schon seit 1615 betreuten.

### Die Neugründung in Amerika
1846 erhielt Wimmer schließlich die Erlaubnis, mit vier Postulanten und 14 Laienbrüdern eine benediktinische Niederlassung in den Vereinigten Staaten zu gründen. Wimmer und seine Begleiter kamen am 16. September 1846 in New York an und machten sich auf den Weg nach Carroltown in der Diözese Pittsburgh, Pennsylvania, wo ihnen Peter Heinrich Lemke, der im Kloster Metten um die Gründung eines Klosters geworben hatte, ein Stück Land zur Verfügung stellte. Da dieses für eine Klostergründung aber nicht geeignet war, zog die Gruppe kurz darauf nach Latrobe, Westmoreland County, Pennsylvania, etwa 60 Kilometer südöstlich von Pittsburgh, um und gründete 1847 dort das erste Benediktinerkloster Nordamerikas, St. Vincent. Hier bildete er deutschsprachige Seelsorger aus. Bereits 1855 wurde das Kloster St. Vincent zur Abtei erhoben und Abt Bonifaz Präses der sich bildenden Klosterverbandes der Amerikanisch-Cassinensischen Benediktinerkongregation. Papst Leo XIII. verlieh ihm für seine Verdienste 1883 den persönlichen Titel Erzabt.
Abt Bonifaz nahm als Haupt der neuen Benediktinerkongregation 1869/70 am I. Vaticanum teil. Zum 1400. Geburtstag hl. Benedikt von Nursia versammelten sich auf seine Initiative hin im Erzkloster Monte Cassino erstmals nach 817 und 1417 die Äbte des gesamten Benediktinerordens. Als er 1887 starb, war seine Gründung auf vier Abteien, zwei Priorate und 152 Gemeinden und Niederlassungen angewachsen. Zu den Mitgliedern der Kongregation gehörten zwei Bischöfe, vier Äbte, zwei Prioren, 220 Ordenspriester und noch einmal so viele Laien. Er förderte zudem das Entstehen der Benediktinischen Konföderation.

### Monographien
- Oswald Moosmüller OSB: Bonifaz Wimmer, Erzabt von St. Vincent. New York 1891.
- Willibald Mathäser (Hrsg.): Bonifaz Wimmer O.S.B. und König Ludwig I. von Bayern (= Jahrbuchfolge 1937 des Priester-Missionsbundes in Bayern). München 1937.
- Jerome Oetgen: An American Abbot: Boniface Wimmer, O.S.B., 1809–1887. The Archabbey Press, Latrobe, PA 1976; Revidierte Neuauflage, Catholic University of America Press, Washington D.C. 1997, ISBN 0-8132-0893-9.
- Jerome Oetgen: Mission to America. A History of Saint Vincent Archabbey, The First Benedictine Monastery in the United States. Washington D.C. 2000.

### Artikel
- Friedrich Lauchert: Wimmer, Bonifaz. In: Allgemeine Deutsche Biographie (ADB). Band 43, Duncker & Humblot, Leipzig 1898, S. 318 f.
- Patrick W. Carey: Wimmer, Boniface. In: American National Biography Online, Bearbeitungsstand Februar 2000. (Abgerufen: 31. Dezember 2005)
- Stephan Haering: Bonifaz Wimmer. In: Biographisch-Bibliographisches Kirchenlexikon (BBKL). Band 13, Bautz, Herzberg 1998, ISBN 3-88309-072-7, Sp. 1355–1357 (Artikel/Artikelanfang im Internet-Archive).
- Marianne Popp: Bonifaz Wimmer (1809–1887), Erzabt von St. Vincent. In: Georg Schwaiger  (Hrsg.): Lebensbilder aus der Geschichte des Bistums Regensburg. Teil 2 (= Beiträge zur Geschichte des Bistums Regensburg, Band 24). Regensburg 1989, S. 277–287.
- Walter Stehle: Bonifaz Wimmer. In: Catholic Encyclopedia, Band  15, Robert Appleton Company, New York 1912.
- Willibald Mathäser: Erzabt Bonifaz Wimmer. In: Benediktinische Monatschrift, XXII. Jg. (1946), S. 245–252.